# Оранжевый портрет с крапинками
«Ора́нжевый портре́т с кра́пинками» — фантастическая или сказочная повесть Владислава Крапивина. Впервые опубликована в 1987 году в журнале «Пионер». Примыкает к циклу «В глубине Великого Кристалла».
Действие происходит в маленьком провинциальном городке. 19-летняя студентка Юля, которая стажируется в детской библиотеке, знакомится с одиннадцатилетним мальчиком по имени Фаддей, они становятся друзьями. Мальчик растёт без отца, а его мама уезжает надолго в заграничные командировки. Фаддей существует одновременно в обычном и фантастическом мире. В повседневной жизни Фаддейка — увлекающаяся натура и фантазёр, который близко к сердцу воспринимает ту или иную мечту. На планете Марс, представляющей собой пустынный постапокалиптический мир, мальчик является мудрым князем, ему удаётся завершить бесконечную и бессмысленную войну между двумя местными племенами. По оценке литературоведа М. Липовецкого, автор следовал романтической традиции и отстаивал духовную свободу детства. В повести также усматриваются гайдаровские мотивы.

## Создание
Повесть была написана в 1985 и опубликована в 1987 году в журнале «Пионер» с рисунками Евгении Стерлиговой. По словам автора, повесть была задумана в жанре реализма, а утверждение героя, что он марсианин, изначально было шуточным. Однако в процессе написания акценты сместились не по воле автора, появилась вторая сюжетная линия.

## Сюжет
19-летняя студентка Юля отправляется на стажировку в провинциальную детскую библиотеку городка Верхоталье, где знакомится с рыжеволосым мальчиком по имени Фаддей. Мальчик сразу предлагает ей прогуляться в старую церковь (по его утверждению, она под охраной ЮНЕСКО) и подняться по крутой лестнице на колокольню, расположенную на обрыве. Он говорит, что его назвали в честь знаменитого предка — Фаддея Беллинсгаузена, на которого он похож. Девушке негде ночевать, и Фаддей приглашает её к себе домой к тёте Кире. Юля остаётся у них в качестве квартирантки.
Фаддейка растёт без отца, его мама уезжает надолго в заграничные командировки, она держится за престижную и хорошо оплачиваемую работу. Мальчик любит исследовать руины монастырей и пустыри. Фаддейка говорит Юле, что ему всегда интересны новые люди и что он боится кого-то предать. Мальчик начинает провожать её до библиотеки и обратно. Работая с читательскими карточками, Юля узнаёт, что Фаддейка посещает библиотеку. Он читает бессистемно: повести об Электронике, «Сказки народов Севера», «Приключения Оливера Твиста», «Казаки» Толстого, «Малыш и Карлсон», «Мифы Востока», «Словарь юного астронома» и так далее. Фаддейка рассказывает о сложных отношениях с тётей, признаётся, что скучает по маме и пишет ей письма. Он показывает Юле «таргу» — бляшку из красной меди или бронзы с неровными краями, размером с крупную монету; на бляшке изображён вставший на дыбы жеребец. По словам Фаддейки, это «старинное украшение одного племени», хотя тарга не выглядит старой.
Юля ждёт письмо от молодого человека Юрки, с которым она знакома со школы и который собирается стать моряком. Девушка боится, что он найдёт другую, так как она «некрасивая», «жердина». Юля показывает его фотографию мальчику, который характеризует Юрку как «надёжного человека». В другой раз Фаддейка, обвязанный капроновой верёвкой, с помощью Юли спускается в подземный лаз в «развалинах крепости». Юля пугается и злится; мальчик показывает найденную монету 1772 года. Позже выясняется (по словам Киры Сергеевны), что монету Фаддейке давно подарили, а про подземелье он, вероятно, тоже придумал. Однако мальчик показывает Юле вторую монету, чтобы доказать, что он действительно её нашёл. Фаддейка рассказывает, что один художник нарисовал его портрет «рыжими красками» и увёз его с собой. Он говорит, что общается со многими людьми с помощью телефона в неработающей будке, в том числе с уехавшим художником. Оказывается, Фаддейка бывал на Марсе, первый раз он попал туда, когда залез на марсовую площадку корабля, и общается с обитателями другой планеты в той же будке; в нём, возможно, течёт марсианская кровь. По его словам, на Марсе красные пески, а местные жители воевали и предали планету, из-за чего Марс погибает.
На другой планете мальчик является князем («сетом») племени иттов по имени Фа-Дейк. Племена иттов и тауринов ведут между собой бесконечную и бессмысленную войну, народы боятся и ненавидят друг друга. За мальчиком по поручению короля иттов приходит маршал Фа-Тамир, воин в медном панцире (он разговаривал с Фаддейкой с помощью раковины, когда тот был в будке), приводя с собой коня. Кочевники итты, живущие в кибитках и шатрах, осаждают крепость тауринов. Перед смертью король отдаёт Фа-Дейку таргу, передавая тем самым власть над всеми племенами и народами на Марсе. Конные разведчики иттов, «песчаные волки», ловят и собираются пытать разведчика тауринов, мальчика по имени Хота, но он не раскрывает подземный путь каравана. Фа-Дейк навещает пленного и отпускает Хоту, спасая его от растерзания песчаными волками; он предаёт иттов. Итты обсуждают измену Фа-Дейка, он показывает таргу, приказывает снять осаду и прекратить войну. Мальчика признают в качестве вождя, так как таргу — знак верховной власти над всеми обитаемыми землями — подделать невозможно. Ночью мальчик говорит Фа-Тамиру, что не знает, что делать дальше; тот отвечает, что он уже сделал главное — остановил войну и что он должен уйти. На Марсе наступает мир, но мальчика Хоту убивают песчаные волки. Фа-Тамир и вождь тауринов наблюдают, как дети запускают в посветлевшее небо большие яркие шары.
Из «суеты цивилизации» возвращается мама мальчика, Виктория Фёдоровна. Она жалуется Юле, что у сына «дурацкий характер», что он заставил всех называть себя Фаддейкой, хотя его настоящее имя Фёдор. Когда мама говорит, что сын — беглец от действительности, Юля вступает с ней в конфликт. На следующий день Виктория Фёдоровна и Фаддейка уезжают. После работы Юля решает «позвонить» ему из будки и выясняется, что он неожиданно вернулся, уговорив маму. Мальчик объясняет, что не хотел предать Юлю и боялся, что его любимый конь из-за этого уйдёт — таков марсианский обычай, который может распространиться и на Землю. Девушка оборачивается и видит на тротуаре золотисто-оранжевого коня.

## Анализ и оценки
Повесть рассматривалась как фантастическая или сказочная. Литературовед М. Липовецкий полагал, что, исходя из текста произведения, вопрос, воображает ли Фаддейка драматические события на Марсе или они происходят в рамках фантастического сюжета, остаётся открытым. Как писал литературовед, автор, утверждая духовную свободу детства, отвечает на обвинения в «бегстве от действительности» в русле романтизма: это бегство от «вашей» действительности, от которой, как говорит Юля, «тошно»; бегство от «импортных шмоток, служебной грызни и вечных стараний устроить свою жизнь на зависть другим». 
Литературовед Ю. Аникина отмечала, что Фаддейка — увлекающаяся натура, фантазёр, близко к сердцу воспринимающий ту или иную мечту. Когда те, к кому он привязался, уезжают, он сильно расстраивается и пытается продолжать общение по переписке, хотя люди не придают этому значения. Он занимает резкую позицию: отказывается от встречи с отцом (который когда-то ушёл), считая его предателем; ведёт себя аналогично и в фантастической реальности на Марсе. Его отношения с матерью — «запутанные и мучительные». Мать Фаддейки, которая ведёт «нормальную» жизнь современной женщины, не понимает своего сына, считая, что он должен быть «нормальным». Молодая и деловая женщина не одобряет «странный интерес» её сына к взрослым, то, что он пристает к ним с вопросами как «репейник», «морочит им головы своими выдумками». Образ Фаддейки противоречив: помимо обычных детских игр и увлечений, он — непоседа и спорщик, который мучается вопросами добра и зла, сложности бытия, задаётся вопросом, «почему я — это я?», и остро реагирует на чужие страдания. Мальчик эмоционально воспринимает окружающий мир и (что тревожит его маму) готов умереть ради блага всей планеты. Юля, в отличие от мамы, стремится понять и защитить Фаддейку, видит его «трогательным и доверчивым». Девушка обсуждает с ним интересующие его сложные вопросы. Литературовед Н. Богатырёва считала образ Юли одной из немногих авторских удач в создании женских образов. Исследователь характеризовала образ как глубоко разработанный и психологически точный. Публицист Н. Гвелесиани характеризовала отношения между Юлей и Фаддейкой как «любовь-дружба»: для Крапивина подобный тип отношений является настоящей любовью, которая не зависит от биологии — кровнородственных связей или отношений между полами (в которых может присутствовать эгоизм) .
По мнению Ю. Аникиной, мальчик Фаддейка, как и многие герои Крапивина, находится в ситуации конфликта, внешний конфликт провоцирует внутренний. Основной сюжетный конфликт усугубляется и разрешается усилиями героя в двух сюжетных линиях, в реальном мире и фантастическом пространстве. По её мнению, писатель вкладывает в слова Фа-Дейка идею, что человечество всегда будет в состоянии противостояния, неопределённости, необходимости выбора из двух вариантов, однако совесть всегда будет подсказывать, что нужно оставаться человеком. Марсиане живут только войной, у них практически нет детей, а следовательно, нет будущего; конфликт между двумя племенами не имеет рациональных оснований. Когда герой допрашивает мальчика-разведчика, его терзают сомнения, поскольку он не может логически разрешить дилемму (трус или нет, предатель или нет). Он делает вывод, что если бы не отпустил беззащитного ребёнка, то предал бы его. Аникина заключала, что максимализм и эмоциональность ребёнка помогли выйти из тупика конфронтации, которую взрослые, ориентированные на пользу, не способны преодолеть рациональными средствами, они не могут пойти на компромисс. В образе ребёнка усматривается символ надежды и спасения не только Марса, но и Земли: юный Фа-Дейк ощущает ответственность за планету и оказывается мудрее, чем взрослые. С этой идеей связаны и воздушные шары (в последней сцене), летящие над марсианской крепостью, с которой сняли осаду. Фаддейка отказывается от власти над планетой, поскольку хочет вернуться на Землю, чтобы жить честно и сделать так, чтобы Земля не повторила судьбу Марса.
Для Фаддейки вселенная представляется единым целым; по его объяснению, речь, возможно, идёт не о разных планетах, а об одной и той же Земле «на разных оборотах Звездного Круга», то есть в разные времена. Это описание, по мнению Богатырёвой, отражает идею многомерности мира. Исследователь предположила, что Марс может быть будущей Землёй после ядерной катастрофы: на покрытом песком «Марсе» постоянно холодно. Бесконечные пустыни представляют собой «мрачные и зловещие» пейзажи, которые составляют однообразные «брошенные башни, сигнальные арки с… колоколами». Жители планеты привели к такому исходу своими собственными действиями — войнами, их цивилизация деградировала до примитивного уровня. Эта идея отсылает к теме ответственности людей за свою планету. Н. Богатырёва заключала, что описания пространства и времени содержат нравственный и философский посыл; автор выражает свои идеи через «красочные и запоминающиеся образы». На возможную негативную судьбу Земли указывает символический элемент: на колокольне на Земле отсутствует колокол, который обнаруживается на Марсе; мальчик думает, что колокол установили земляне. Богатырёва отметила описание переходов из одного мира в другой. Первый переход описан с лиризмом: Фаддейка путешествует на Марс по звонкой оранжевой дорожке — ему кажется, что на неё насыпали медные листики. Мальчик сначала заглядывается на звёзды, и планета, приблизившись, становится ярким красным шаром. Согласно объяснению мальчика, поскольку марсовая площадка и планета — одно и то же, они притягиваются. Когда на Земле появляется Фа-Тамир, подчёркивается контраст между его обликом и обыденностью дома и двора. Это различие делает переход «резким и ярким».
Литературовед О. Челюканова проанализировала образ портрета в повести. Мальчик воображает себя духовным двойником знаменитого путешественника Фаддея Беллинсгаузена и поэтому находит сходство с собой в его портрете; портрет возникает вследствие обратной метонимии. Другая метонимия используется автором, когда лицо Фаддейки представляется «портретом», который заменяет внешний вид героя: «знакомый веснушчатый портрет с расплющенным носом». Для Юли библиотечные карточки представляются детскими портретами. Детей, прежде всего Фаддейку, описывают прочитанные ими книги. Согласно Челюкановой, описания внешности и внутренних черт мальчика служат иллюстрацией к его собственному увезённому портрету, о котором известно лишь то, что он «рыжий». По её мнению, Беллинсгаузен, планета Марс и лошади являются двойниками героя, а его своеобразными портретами можно считать образ огненного коня из песни, «охапку… оранжево-морковных лилий» и саму планету Марс.

### Связи с другими произведениями
Произведение обычно относят к циклу «В глубине Великого Кристалла», что предлагал и сам автор, хотя в повести отсутствует упоминание о Кристалле. Проблематика ответственности за планету перекликается как с трилогией «В ночь большого прилива» (посещение героями безлюдного мира далёкого будущего), так и с романом «Голубятня на жёлтой поляне». Связь между мирами через раковину совпадает со способом, показанным в «Ночи». О. Челюканова усматривала в повести ряд аллюзий к творчеству А. Гайдара, особенно к «Военной тайне». Так, гайдаровскими являются основные образы и смыслы песни, которую слушают герои. Пара Юля — Фаддейка напоминает пару Натка — Алька из «Военной тайны» (девушка-вожатая и пионер-озорник). С Гайдаром связаны мотивы «великого», которое обнаруживается в обычной жизни; «мудрости в ребёнке», который способен на самопожертвование, на Поступок. Лейтмотив повести — образ огненно-рыжего коня, являющегося «фантастическим, космическим», — отсылает как к гайдаровскому образу «всадника, скачущего впереди», так и к общей романтизации красных всадников периода Гражданской войны (этот же образ присутствует в романе «Мальчик со шпагой»). Как писала Челюканова, храбрость героя доказывается тем, что ему покорился огненный конь; изображение коня-звезды отчеканено на волшебном талисмане (тарге); образ самого героя связан с конём.
Исследователь К. Поспелова сопоставила образ Марса в повести и в «Марсианских хрониках» Рэя Брэдбери: описания природы, цивилизации, героев и проблематику. У обоих авторов часто фигурируют охристые цвета, однако у Крапивина их смысл скорее положительный (Брэдбери использует оксюморон «золотое — холодное»). Марс с его красными дюнами и лиловым небом представляется Юле «добрым и тёплым», с «оранжевыми крапчатыми цветами». В отличие от металлического и мёртвого Марса у Брэдбери, в повести Крапивина планета живая, на ней есть леса и животные — табуны рыжих коней. Последний образ, по мнению Поспеловой, отсылает к огненной стихии в фольклоре, где конь является волшебным помощником. Огненный конь является для Фаддейки чем-то священным, нравственным идеалом. Брэдбери часто обращается к принципу контраста в описании героев (цвета, сон и жизнь, образ маски, марсиане и земляне и др.), в «Оранжевом портрете» контраст в большей степени показан внутри героя, в его «раздвоении»: Фаддей и землянин, и марсианин. По мнению Поспеловой, у Крапивина две планеты скорее одинаковые, а обе реальности сосуществуют, у Брэдбери же планеты резко различаются. Американский писатель открыто показывает жестокость землян, у Крапивина эти пороки присущи марсианам. Если в представлении Крапивина существующий мир можно спасти (с помощью добра, воплощённого в ребёнке), то согласно Брэдбери новый мир возможен только после разрушения старого.

## Издания

### Журнальные публикации
- Крапивин В. Оранжевый портрет с крапинками // Пионер. — М. : Правда, 1987. — № 4. — С. 24—37. — Худ. Е. Стерлигова. — 1 775 000 экз. — ISSN 0130-8009.
- Крапивин В. Оранжевый портрет с крапинками // Пионер. — М. : Правда, 1987. — № 5. — С. 30—43. — Худ. Е. Стерлигова. — 1 775 000 экз. — ISSN 0130-8009.
- Крапивин В. Оранжевый портрет с крапинками // Пионер. — М. : Правда, 1987. — № 6. — С. 44—58. — Худ. Е. Стерлигова. — 1 775 000 экз. — ISSN 0130-8009.
- Крапивин В. Оранжевый портрет с крапинками // Пионер. — М. : Правда, 1987. — № 7. — С. 44—56. — Худ. Е. Стерлигова. — 1 775 000 экз. — ISSN 0130-8009.
- Крапивин В. Оранжевый портрет с крапинками // Пионер. — М. : Правда, 1987. — № 8. — С. 27—39. — Худ. Е. Стерлигова. — 1 775 000 экз. — ISSN 0130-8009.

### Книжные издания
- Крапивин В. Оранжевый портрет с крапинками // Тень Каравеллы: Повести. — Свердловск : Средне-Уральское кн. изд-во, 1988. — С. 416—563. — Илл. Е. Стерлиговой. — 100 000 экз. — ISBN 5-7529-0042-5.
- Крапивин В. Оранжевый портрет с крапинками // Возвращение клипера «Кречет». — М. : Детская литература, 1990. — С. 243—383. — Илл. Е. Медведева. — 100 000 экз. — ISBN 5-08-001532-2.
- Крапивин В. Оранжевый портрет с крапинками // Собрание сочинений в девяти томах. Том 6—7. — Екатеринбург : Независимое издательское предприятие «91», 1993. — С. 220—356. — (Владислав Крапивин. Собрание сочинений в девяти томах). — Илл. П. Крапивина. — 100 000 экз.
- Крапивин В. Оранжевый портрет с крапинками // Острова и капитаны. — Н. Новгород : Нижкнига, 1996. — С. 363—508. — (Владислав Крапивин). — Худ. Е. Медведев. — 10 000 экз. — ISBN 5-86067-019-2.
- Крапивин В. Оранжевый портрет с крапинками // Собрание сочинений. Книга 6. В ночь большого прилива. — М. : Центрполиграф, 2000. — С. 5—50. — (Владислав Крапивин. Собрание сочинение в 30 томах). — Илл. В. Крапивина, П. Крапивина, Е. Медведева. — 10 000 экз. — ISBN 5-227-00603-2.
- Крапивин В. Оранжевый портрет с крапинками // В ночь большого прилива. — М., Донецк : АСТ, Сталкер, 2004. — С. 399—590. — (Всемирная детская библиотека). — Илл. П. Крапивина, Е. Медведева, Е. Стерлиговой. — 6000 экз. — ISBN 5-17-025808-9.
- Крапивин В. Оранжевый портрет с крапинками // В ночь большого прилива. — М., Донецк : АСТ, Сталкер, 2004. — С. 399—590. — (Всемирная детская библиотека). — 3000 экз. — ISBN 5-17-026412-7.
- Крапивин В. Оранжевый портрет с крапинками // Голубятня на желтой поляне. — М. : Эксмо, 2004. — С. 569—706. — (Шедевры отечественной фантастики). — Илл. В. Терминатова. — 6000 экз. — ISBN 5-699-07526-7.
- Крапивин В. Оранжевый портрет с крапинками // Оранжевый портрет с крапинками. — М. : Эксмо, 2005. — С. 111—282. — (Владислав Крапивин). — Илл. на обложке В. Савватеева. — 5000+3000 экз. — ISBN 5-699-08253-0.
- Крапивин В. Оранжевый портрет с крапинками. — М. : АСТ, 2005. — 240 с. — (Любимое чтение). — 7000 экз. — ISBN 5-17-027970-1.
- Крапивин В. Оранжевый портрет с крапинками. — М. : Издательский Дом Мещерякова, 2014. — 192 с. — (БИСС. Крапивин). — Илл. Е. Стерлиговой. — 7000 экз. — ISBN 978-5-91045-623-9.
- Крапивин В. Оранжевый портрет с крапинками. — М. : Издательский Дом Мещерякова, 2017. — 192 с. — (Избранное. Книги Крапивина Владислава Петровича). — Илл. Е. Стерлиговой. — 5000 экз. — ISBN 978-5-00108-182-1.
- Крапивин В. Оранжевый портрет с крапинками // Голубятня на желтой поляне. — СПб.,М. : Азбука, Азбука-Аттикус, 2019. — С. 553—692. — (Мир фантастики). — Илл. Е. Стерлиговой и С. Григорьева. — 4000 экз. — ISBN 978-5-389-16484-0.
- Крапивин В. Оранжевый портрет с крапинками. — М. : Лабиринт Пресс, 2020. — 172 с. — (Иллюстрированная библиотека фантастики и приключений). — Илл. Е. Стерлиговой. — ISBN 978-5-9287-3211-0.
- Крапивин В. Оранжевый портрет с крапинками // В ночь большого прилива. — СПб.,М. : Азбука, Азбука-Аттикус, 2023. — (Азбука-фантастика (мягк. обл.)). — Оформл. обл. Т. Павловой, илл. на обл. Е.Стерлиговой. — 3000 экз. — ISBN 978-5-389-24374-3.